# Sergentia koschowi
Sergentia koschowi is een muggensoort uit de familie van de dansmuggen (Chironomidae). De wetenschappelijke naam van de soort is voor het eerst geldig gepubliceerd in 1948 door Linevich.
De soort komt voor in het Baikalmeer en larven zijn aldaar gevonden op een diepte van 1360 meter. Daarmee wordt de soort beschouwd als het insect dat op grootste diepte kan overleven. Het vinden van een nog dieper levende soort is niet waarschijnlijk, daar er geen andere zoetwatermeren bestaan die zo diep zijn. De vrouwtjesmug legt de eitjes op het wateroppervlak, die vervolgens naar de bodem zakken. De larven zijn 12 tot 20 millimeter lang, zijn helder rood van kleur en hebben rudimentaire ogen. De rode kleur duidt op de aanwezigheid van hemoglobine, die het mogelijk maakt om zuurstof op te slaan in het bloed. Hierdoor kunnen de larven enige tijd in een zuurstofloze omgeving overleven.